# René Persillon
René Persillon (* 16. Juni 1919 in Pessac; † 27. Juli 1997) war ein französischer Fußballspieler.

## Vereinskarriere
Der 186 Zentimeter große Persillon lief von 1935 an für den Amateurklub Stade Pessac aus seiner Heimatstadt auf; dabei übernahm er zunächst die Rolle des Torwarts, bevor er in die Offensive wechselte, wo er vornehmlich auf dem rechten Flügel spielte. 1942 wechselte er zu Girondins Bordeaux und nahm mit dem Verein an der kriegsbedingt nur inoffiziellen stattfindenden Austragung der ersten Liga teil. Im Jahr 1943 erreichte die Mannschaft das nationale Pokalfinale, bei dem es trotz der Situation um einen offiziellen Titel ging. Im Endspiel konnte Persillon kurz vor Schluss den Treffer zum 2:2 erzielen und rettete seine Mannschaft gegen Olympique Marseille in ein Wiederholungsspiel, das jedoch mit 0:4 verloren ging.
Als 1945 der reguläre Spielbetrieb wieder aufgenommen wurde, gelang dem Angreifer sein offizielles Debüt in der höchsten französischen Spielklasse; er war Stammspieler und schoss in seiner ersten Saison zehn und in seiner zweiten Saison dreizehn Tore, was damit seine erfolgreichsten Spielzeiten als Torschütze darstellten. Trotz seiner Torerfolge konnte er Bordeaux nicht davor bewahren, 1947 in die Zweitklassigkeit abzusteigen. 1949 schaffte das Team die Rückkehr in die erste Liga und gewann ein Jahr darauf als Aufsteiger die Meisterschaft; für Persillon, der in der Meistersaison nicht über 20 Einsätze in 34 Partien hinauskam, stellte dies den einzigen nationalen Titelgewinn dar.
Auch wenn eine weitere Meisterschaft in den darauffolgenden Jahren nicht zustande kam, etablierte sich Bordeaux als Spitzenmannschaft und stand 1952 erneut im Pokalfinale; durch ein 3:5 gegen den OGC Nizza scheiterte Persillon ein weiteres Mal, womit er seine letzte Chance auf einen Gewinn des Wettbewerbs verpasste. In der Liga wurde der Profi in einer Zeit, in der Ein- und Auswechslungen noch nicht möglich waren, zunehmend seltener eingesetzt und im Verlauf der Spielzeit 1953/54 weitgehend aus der Elf verdrängt. Am Ende der Saison entschied sich der damals 35-Jährige nach 157 Erstligapartien mit 35 Toren sowie 63 Zweitligapartien mit 13 Toren für die Beendigung seiner Laufbahn.

## Nationalmannschaft
Persillon bestritt nie ein Spiel für die A-Nationalmannschaft, doch lief er mehrfach für die französische Olympiamannschaft auf. Der Rechtsaußen wurde vom Landesverband für das olympische Fußballturnier 1948 berücksichtigt und betrat am 31. Juli 1948 gegen Indien erstmals olympischen Rasen; die Begegnung endete mit 2:1, wobei Persillon einen Treffer erzielte. Nach der Achtelfinalbegegnung wurde er auch im Viertelfinale aufgeboten, schied dabei allerdings aus. Vier Jahre darauf gehörte er auch dem Kader zum olympischen Fußballturnier 1952 an; dort bestritt er lediglich eine Vorrundenpartie gegen Polen, die das direkte Ausscheiden mit sich brachte. Dies beendete nach drei Spielen mit einem Tor seine Laufbahn in der Olympiaauswahl.